# Virado
O Virado, ou Virado à Paulista, é um prato típico da culinária paulista e que é consumido no Brasil inteiro.

## História
É um prato típico do estado brasileiro de São Paulo, onde também é conhecido como Virado à Paulista. Foi criado na época das entradas, bandeiras e monções, no Brasil Colônia.
Surgiu espontaneamente para alimentar os bandeirantes em suas expedições. Conforme historiadores gastronômicos, eles carregavam junto com lanças, terçados, alfanjes, arcabuzes e bacamartes, farnéis repletos de feijão cozido, habitualmente sem sal, para não endurecer, farinha de milho (a de mandioca só começou a ser produzida em escala apreciável em São Paulo no século XVIII), carne-seca e toucinho. Com o chacoalhar da andança, os ingredientes ficavam virados ou revirados (daí o nome virado). Comiam frio ou requentado.
A mais antiga referência documental ao virado data-se 1602, quando Nicolau Barreto realizou a famosa expedição aos atuais territórios do Paraguai, Bolívia e Peru. Também conta-se que d. Pedro I, na viagem do Rio de Janeiro a São Paulo, na qual deu o Grito do Ipiranga, comeu virado em 17 de agosto de 1822 na Fazenda Pau d’Alho, de São José do Barreiro, Vale do Paraíba.
Os bandeirantes levaram o virado para Minas Gerais, onde o prato se converteu no tutu à mineira. A grande diferença é que o tutu mineiro é feito com feijão moído e o virado a paulista feito com grãos inteiros. No Paraná o virado chegou principalmente na região dos Campos Gerais por meio dos tropeiros. Pode ser encontrado nos municípios de Lapa, Castro, Piraí do Sul e Ventania.

## Descrição

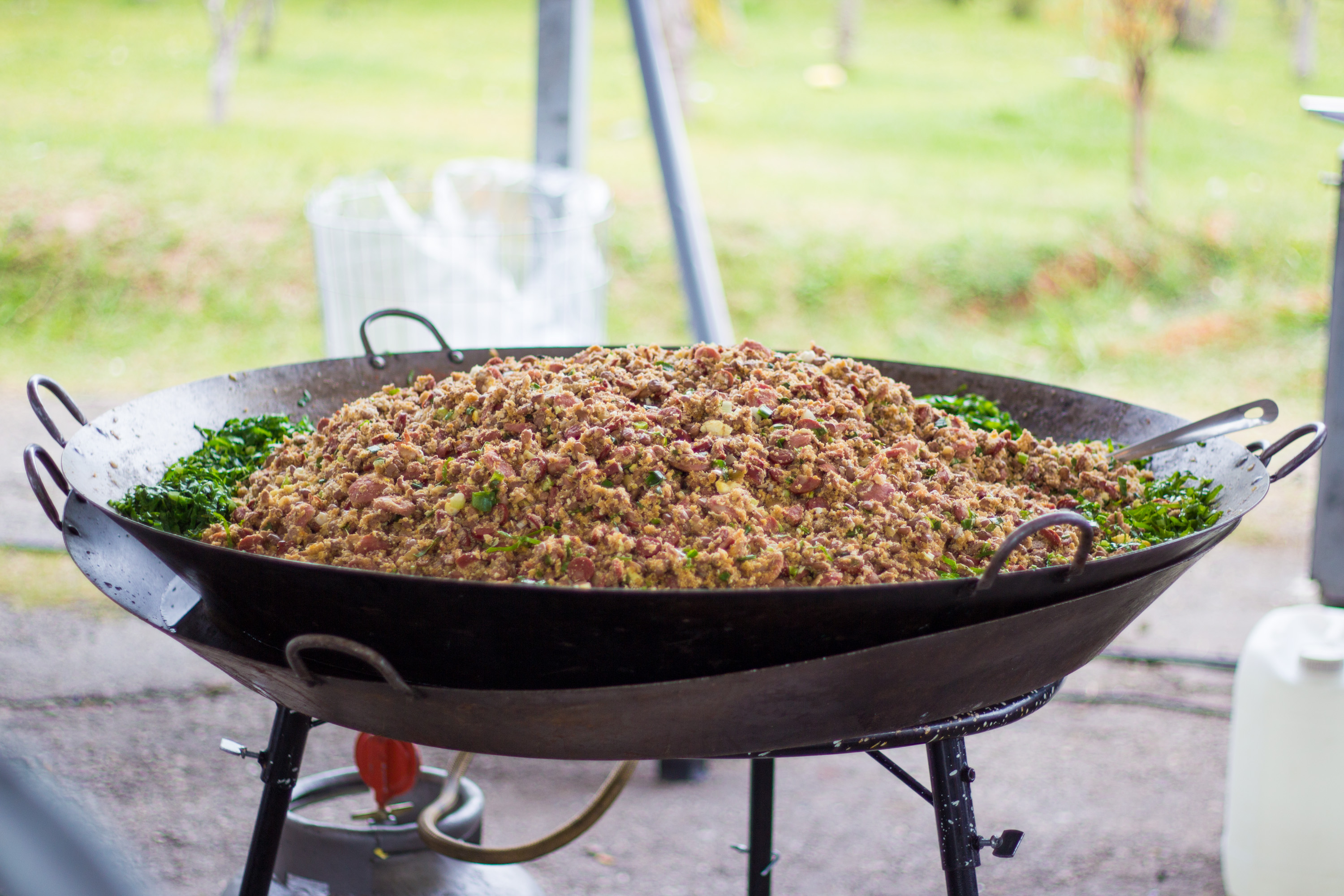
Virado de feijão no Festival Gastronômico Sabor de São Paulo.

Há várias combinações do prato em torno do básico de bisteca de porco, banana frita, feijão mulatinho virado com farinha de mandioca, arroz, couve e ovo frito. O virado pode ser preparado com feijão preto, com farinha de milho e até com repolho cozido (como no interior de Santa Catarina).[carece de fontes?] O Virado à Paulista é preparado com feijão cozido refogado em cebola, alho e gordura, onde é acrescentado sal e um pouco do próprio caldo do feijão ou de água. Normalmente mexe-se com farinha de milho ou de mandioca, servindo-o acompanhado de bisteca ou costeleta suína frita, linguiça frita, banana empanada e frita, ovo estrelado (de preferência com a gema mole), couve cortada em tiras e refogada na gordura, torresmo feito na hora, ruidosamente crocante, e arroz. Na prática, o virado em São Paulo é uma refeição completa que une as principais comidas brasileiras. O tradicional cardápio paulistano é servido às segundas-feiras; conforme dados estatísticos, são preparados e servidos cerca de 500 mil virados toda semana, somente na capital do Estado de São Paulo.